# De Senarclens de Grancy

Geslachtswapen (1822)

De Senarclens de Grancy is een oud-adellijke Zwitserse familie waarvan een familielid in 1814 in de Nederlandse adel werd opgenomen.

## Geschiedenis
De stamreeks begint met Henri de Senarclens, ridder, die tussen 1253 en 1303 vermeld wordt, onder andere in 1287 als leenman van de baronie van Cossonay in Vaud. Een nakomeling van hem in de 15e generatie, Auguste Victor (1733-1807), werd kapitein in Statendienst. Ook zijn zoon trad als officier in Statendienst en trouwde een Nederlandse. Hun zoon Onno werd benoemd in 1814 in de ridderschap van Noord-Brabant. In 1822 werd hem verleend de titel van baron, op te vatten als verleend bij eerstgeboorte. De Nederlandse tak stierf in 1972 uit.

## Enkele telgen

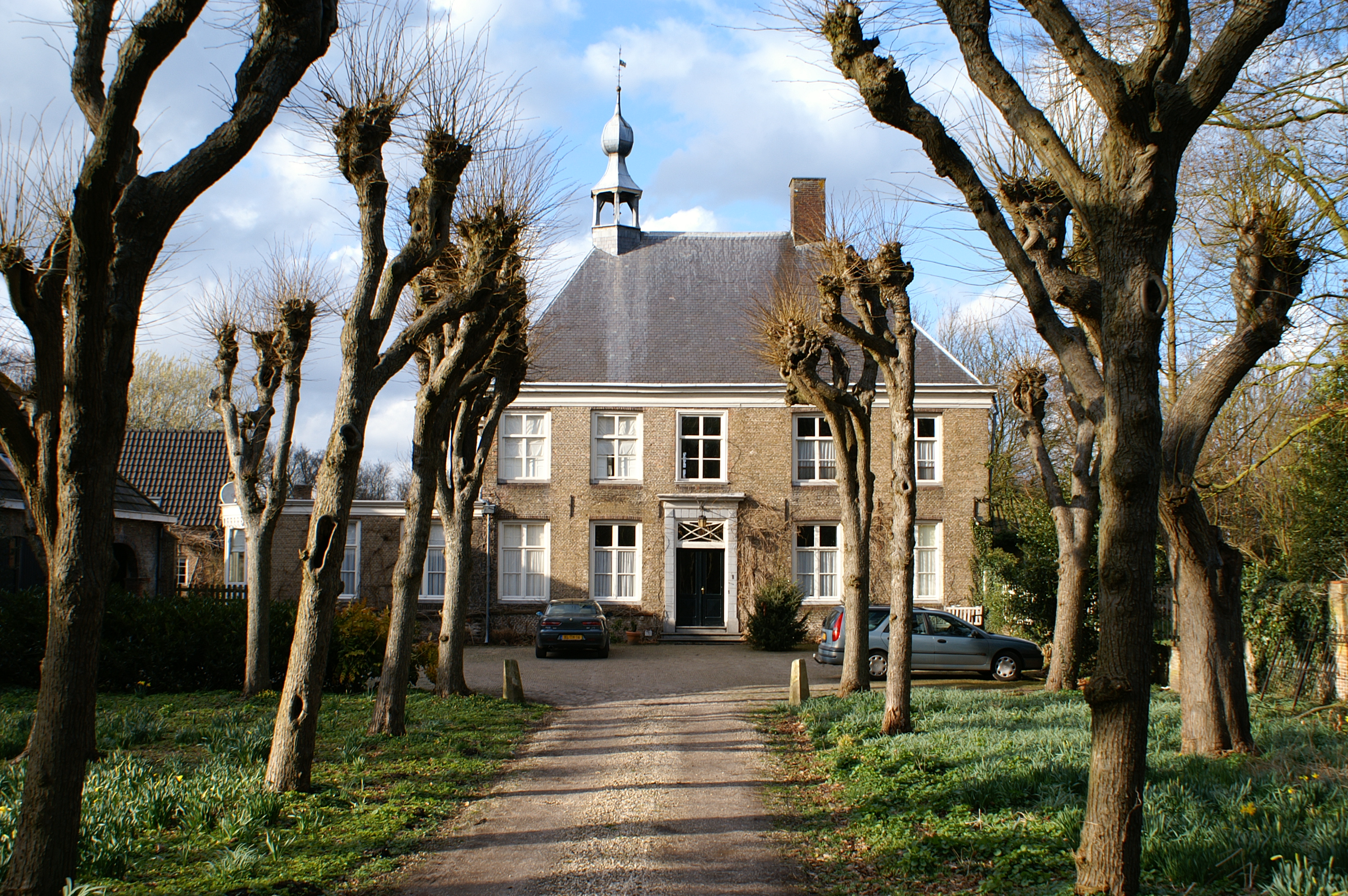
Landhuis Haanwijk (2010)

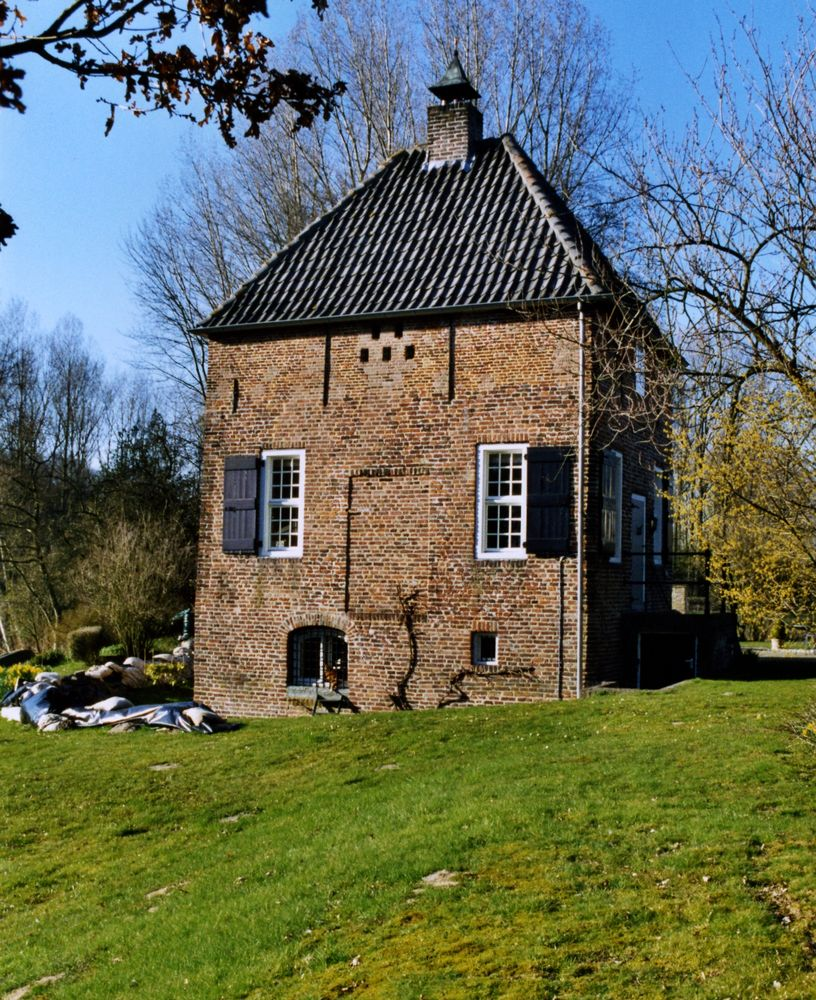
Tol- of veerhuis 't Vaantje te Haanwijk (2010)

Auguste Victor de Senarclens, heer van Grancy (1733-1807), burger van Lausanne, kapitein der cavalerie in Statendienst
- Charles Auguste Paul Louis de Senarclens de Grancy (1757-1804), majoor in Statendienst; trouwde in 1778 met Cornelia Elisabeth du Tour (1760-1838), lid van het Nederlandse adellijke geslacht Du Tour die Haanwijk inbracht in de familie De Senarclens
  - Onno Adolph Marck Willem baron de Senarclens de Grancy, heer van Haanwijk, Boxtel en Liempde (1780-1836), lid van de Grote Vergadering van Notabelen, lid van de ridderschap en van provinciale staten van Noord-Brabant, president van de militieraad te 's-Hertogenbosch; trouwde in 1811 met Frederica Wilhelmina barones van der Duyn (1791-1843), kunstschilderes, lid van de familie Van der Duyn en zoon van generaal-majoor Willem Hendrik baron van der Duyn, heer van Benthorn (1755-1832)
    - Henri Frédéric baron de Senarclens de Grancy (1812-1868), zijdekweker en -fabrikant
      - jkvr. Louise Henriette Frédérique Susette Charlotte de Senarclens de Grancy (1844-1893); trouwde in 1869 met Hendrik Willem Jan Bosch, heer van Eethen en Meeuwen (1844-1886)
      - Guillaume Jules Antoine baron de Senarclens de Grancy (1856-1926), voorzitter van de Nederlandse Maatschappij voor tuinbouw en plantkunde, medeoprichter en voorzitter van de Vereniging van Bijenteelt, lid hoofdbestuur waterschap De Dommel
        - jkvr. mr. Berthe Louise Elise de Senarclens de Grancy (1890-1958), geboren op en bewoonster van huis Haanwijk; trouwde in 1920 met mr. Nicolaas Johannes Bink (1897-1980), raadsheer-plaatsvervanger van het gerechtshof te 's-Hertogenbosch, bewoner van huis 't Vaantje op Haanwijk
        - jkvr. Henriette Frédérique de Senarclens de Grancy (1893-1972), laatste telg van het geslacht

    - jhr. Charles Pierre de Senarclens de Grancy (1815-1878), burgemeester van Esch
      - jkvr. Antoinette Wilhelmine de Senarclens de Grancy (1852-1915); trouwde in 1878 met haar achterneef Albert Ludwig Friedrich Freiherr von Senarclens-Grancy (1847-1901), generaal-majoor
- César Auguste de Senarclens de Grancy (1763-1836); trouwde met Claudine Marie-Rose de Loriol (1773)
  - August Ludwig Freiherr von Senarclens de Grancy (1794–1871); trouwde met Luise Wilhelmine Camille Gräfin von Otting und Fünfstetten (1810-1876)
    - Albert Ludwig Friedrich Freiherr von Senarclens-Grancy (1847-1901), generaal-majoor; trouwde in 1878 met zijn achternicht jkvr. Antoinette Wilhelmine de Senarclens de Grancy (1852-1915)